# Michael Collins (astronauta)
Michael Collins (Roma, 31 de octubre de 1930-Naples, Florida, 28 de abril de 2021) fue un astronauta y aviador estadounidense que voló en 1969 en el módulo de mando Columbia de la misión Apolo 11 alrededor de la Luna mientras sus compañeros Neil Armstrong y Buzz Aldrin realizaban el primer alunizaje de la historia. Fue también piloto de pruebas y mayor general de la reserva de la Fuerza Aérea de los Estados Unidos.
Antes de convertirse en astronauta, Collins se había graduado en la Academia Militar de los Estados Unidos en 1952. Se unió a la Fuerza Aérea de los Estados Unidos y pilotó cazas de combate F-86 Sabre en la base área de Chambley-Bussières, en Francia. Fue admitido en 1960 en la Escuela de Pilotos de Pruebas de Vuelos Experimentales en la Base de la Fuerza Aérea Edwards (California) y también se graduó en la Escuela de Pilotos de Investigación Aeroespacial. 
Fue seleccionado en 1963 como miembro de los catorce astronautas del tercer grupo de la NASA y voló en dos ocasiones al espacio. Su primer vuelo espacial tuvo lugar en 1966 en la misión Gemini 10, en la cual junto al piloto comandante John W. Young realizó un encuentro espacial con dos naves distintas y completó dos actividades extravehiculares (EVA o paseos espaciales). En la histórica misión Apolo 11 en 1969 voló a la Luna y la orbitó treinta veces. Collins fue la cuarta persona en hacer un paseo espacial, la primera en hacer más de uno y la segunda, tras su compañero Young, en orbitar en solitario la Luna.
Después de retirarse de la NASA en 1970, Collins aceptó un trabajo en el Departamento de Estado como Secretario asistente de Estado para Relaciones Públicas y un año después se convirtió en director del Museo Nacional del Aire y el Espacio, cargo que ocupó hasta 1978, cuando lo dejó para ser subsecretario del Instituto Smithsoniano. En 1980 empezó a ejercer como vicepresidente de LTV Aerospace, puesto que abandonó en 1985 para abrir su propia firma de consultoría. Junto a sus dos compañeros de la Apolo 11, Collins fue galardonado con la Medalla Presidencial de la Libertad en 1969 y con la Medalla de Oro del Congreso de los Estados Unidos en 2011.

## Biografía
En 1952 se graduó de la escuela Saint Albans y obtuvo el bachillerato de ciencias en la Academia Militar de West Point en Nueva York y después sirvió como piloto de pruebas y combate en la Base de la Fuerza Aérea Edwards en Lancaster, California. Desde 1959 hasta 1963 registró más de 4.200 horas de vuelo.
En octubre de 1963, Collins se convirtió en uno de los astronautas del tercer grupo seleccionado por la NASA. El 18 de julio de 1966, Collins realizó su primer vuelo espacial como miembro de la misión Gemini 10, durante la cual estableció un nuevo récord de altitud y se convirtió en el tercer astronauta estadounidense en salir de su nave completando dos caminatas espaciales (EVAs).

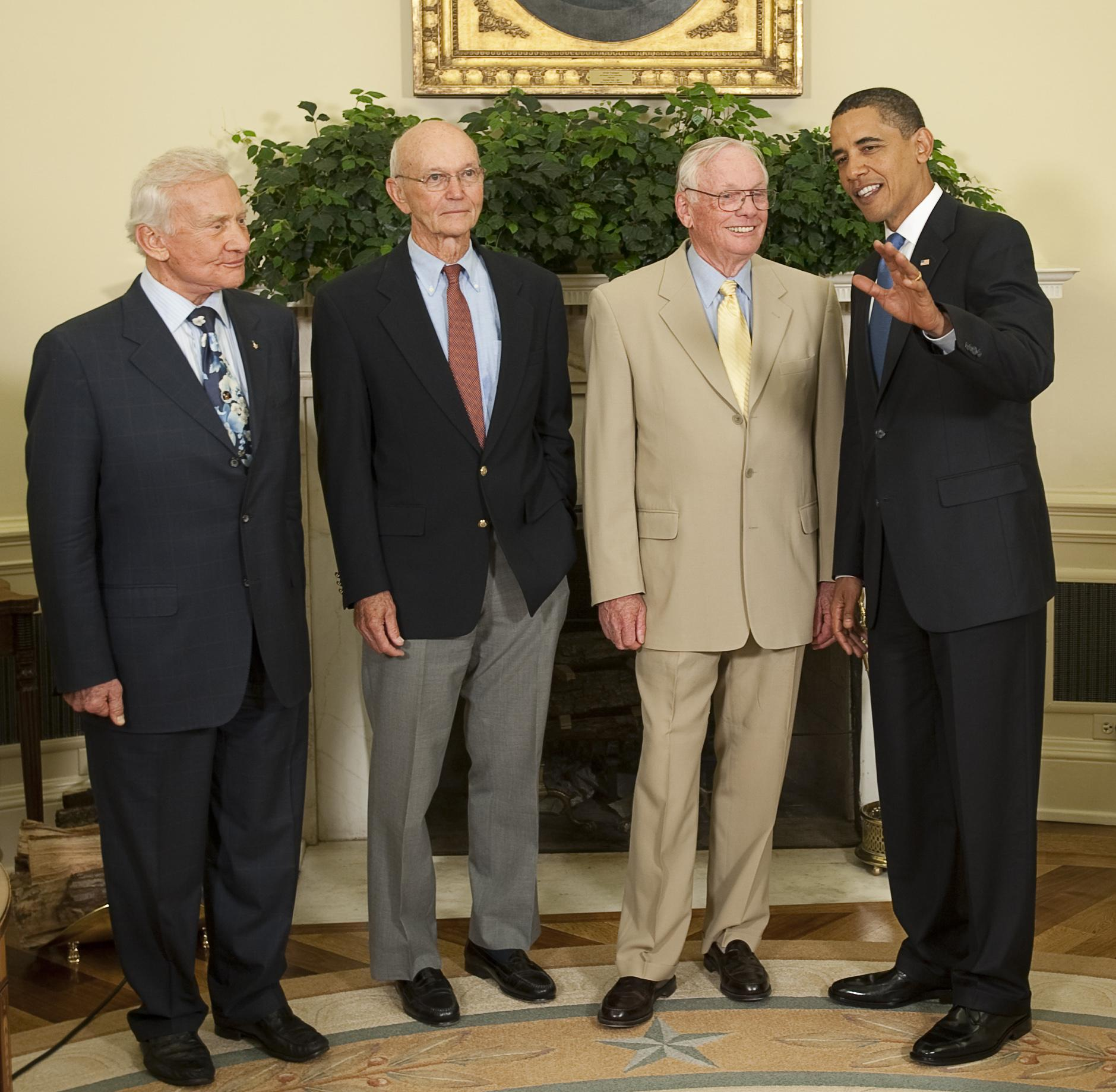
De izquierda a derecha: Buzz Aldrin, Michael Collins y Neil Armstrong junto al presidente estadounidense, Barack Obama, en la Casa Blanca, el día 20 de julio de 2009, reunidos por el 40° aniversario de la llegada a la Luna.

En julio de 1969, el teniente coronel (más tarde, coronel) Collins, como miembro de la misión lunar Apolo 11, pilotó el módulo de mando "Columbia", mientras el astronauta Neil Armstrong, comandante de la misión, y el coronel de la Fuerza Aérea Edwin E. Aldrin, realizaban el primer alunizaje. Su importante papel en la misión Apolo le valió el logro de varios premios y reconocimientos, destacando la Medalla Presidencial de la Libertad en 1969.
Collins se retiró de la NASA en enero de 1970 y fue nombrado secretario de Estado adjunto para asuntos públicos. En 1971 fue director del Museo Nacional del Aire y el Espacio de Estados Unidos, que forma parte de la Institución Smithsonian, en la ciudad de Washington D. C. donde fue responsable de la construcción del nuevo edificio del museo que abrió al público en 1976, adelantado a la fecha programada y por debajo del presupuesto original. En 1978 fue designado secretario de esta institución.
En 1980, fue nombrado vicepresidente de la LTV Aerospace and Defense Company, renunciando en 1985 para comenzar su propio emprendimiento. 

Collins completó dos vuelos espaciales, registrando 266 horas en el espacio, de las cuales 1 hora y 27 minutos fueron destinados a las caminatas espaciales. Últimamente, Collins escribió acerca de sus experiencias en el programa espacial en varios libros, incluyendo Carrying the Fire y Flying to the Moon and Other Strange Places. En 1988 escribió Liftoff: the Story of America's Adventure in Space.

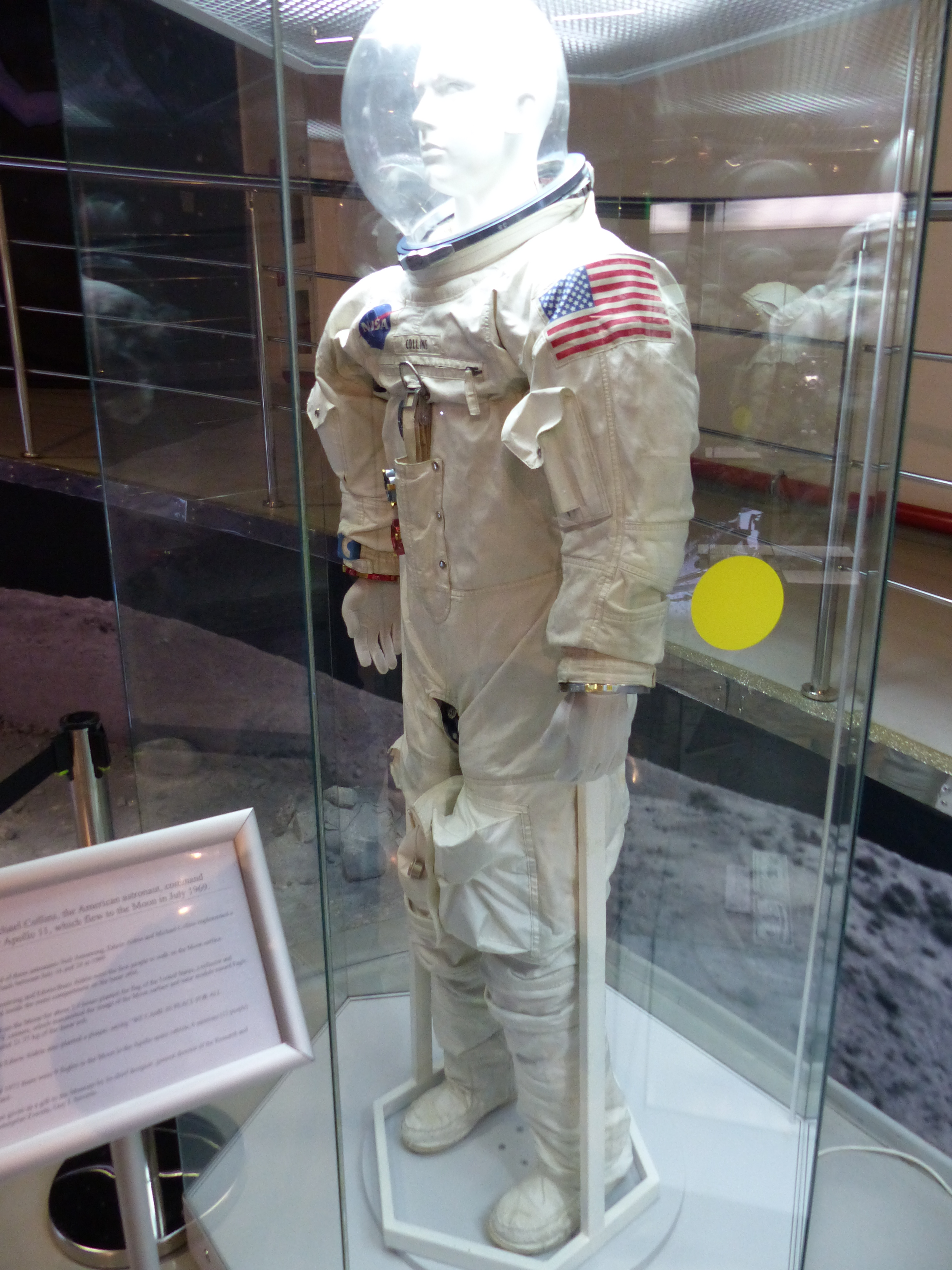
Traje espacial de Collins, actualmente permanece en el Museo de la Cosmonáutica de Moscú.

Recibió numerosas condecoraciones de varios países, entre ellas la Exceptional Service Medal y la Distinguished Service Medal de la NASA. En sus últimos años de vida trabajó como consultor aeroespacial y escritor.
Actualmente el traje que usó durante el Apolo 11 permanece en el Museo de la Cosmonáutica de Moscú.
Murió el 28 de abril de 2021 a los 90 años tras padecer cáncer.